# Макарије Александријски
Свети Макарије Александријски рођен је у Александрији и био је најпре продавац воћа. Крстио се у четрдесетој години и чим се крстио, отишао на подвиг. Био је најпре ученик Антонија Великог заједно са Макаријем Великим, а потом игуман манастира званог Келије, између Нитрије и Скита. Нешто млађи од онога Макарија, он је доцније и умро. Према хришћанској традицији, живео је преко сто година. Такође се наводи да је мучен ђаволским искушењима, нарочито искушењем славољубља, он себе смиривао претешким трудовима и непрестаном молитвом уздижући ум свој непрестано према Богу. Једном га је видео неки брат како пуни кош песком па носи уз брдо и просипа. Зачуђен упитао га је: „Шта то радиш?" Одговори Макарије: "Изнуравам онога који мене изнурава“ (тј. ђавола). Умро је 393. године, када је био стар преко 100 година. 
Српска православна црква слави га 19. јануара по црквеном, а 1. фебруара по грегоријанском календару.
Велики део овог текста је преузет из охридског пролога светог владике Николаја Велимировића. Он не подлеже ауторским правима